# Secretaría de Estado de Política Territorial
La Secretaría de Estado de Política Territorial (SEPT) de España es el órgano superior del Ministerio de Política Territorial y Memoria Democrática que asume el impulso, dirección y gestión de la política del Gobierno de la Nación en lo referente a la organización y actividad territorial del Estado, a la Administración General del Estado en el territorio, así como a las relaciones institucionales con las comunidades autónomas y las entidades locales.
Asimismo, corresponde a la Secretaría de Estado de Política Territorial el impulso y coordinación de la Conferencia de Presidentes, así como la Presidencia del Consejo de las Lenguas Oficiales en la Administración General del Estado.

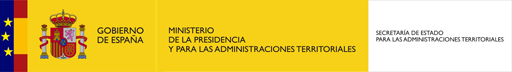
Logotipo entre 2016 y 2018.

## Historia
La necesidad de crear un órgano centrado en la coordinación de las diferentes administraciones del Estado aparece tras la aprobación de la Constitución (si bien anteriormente el Ministerio del Interior ya asumía la coordinación con los entes locales), que estableció un Estado descentralizado compuesto por comunidades autónomas. Debido a esto, se creó el Ministerio de Administración Territorial en 1979 y que desapareció en 1986. Como antecedentes directos a la actual Secretaría de Estado, existieron otras dos: la Secretaría de Estado para las Comunidades Autónomas (1980 -1987) y la Secretaría de Estado para las Corporaciones Locales (1980). La primera se centraba en las relaciones con las autonomías y el desarrollo del Estado autonómico mientras que la segunda a penas duró unos meses y se encargaba de las entidades locales. Tras la supresión de la segunda, las direcciones generales sobre administración local dependieron directamente del ministro.
En 1987 se creó el Ministerio de Administraciones Públicas que asumía funciones sobre la función pública y la organización territorial, creando la Secretaría de Estado para las Administraciones Territoriales que se centraba en las relaciones con las diferentes administraciones, tanto autonómicas como locales.
En el año 2000, la Secretaría de Estado pasó a denominarse Secretaría de Estado de Organización Territorial del Estado y volvió a ser renombrada en 2004 como Secretaría de Estado de Cooperación Territorial si bien no poseía las competencias sobre la Administración Periférica del Estado. En 2011 el presidente del Gobierno, Mariano Rajoy, con el objetivo de reducir el déficit del país, redujo el aparato gubernamental integrando ésta Secretaría de Estado en la nueva Secretaría de Estado de Administraciones Públicas (encargada tanto de la función pública y como de las relaciones con las administraciones) y el Ministerio de Administraciones Públicas se fusionó con el de Hacienda, dando lugar al Ministerio de Hacienda y Administraciones Públicas.
En 2016, gracias a la mejora económica, se separaron las Secretarías de Estado creando de nuevo tanto la Secretaría de Estado para las Administraciones Territoriales como la Secretaría de Estado de Función Pública que, desde junio de 2018, volvió a integrarse en el recuperado Ministerio dedicado a las administraciones públicas. En 2020 fue renombrada como Secretaría de Estado de Política Territorial y Función Pública, asumiendo las funciones que antes correspondía a la Secretaría de Estado de Función Pública. Esta medida fue revertida en 2021.

## Estructura
De la Secretaría de Estado de Política Territorial y Función Pública dependen los siguientes órganos directivos:
- La Secretaría General de Coordinación Territorial, con rango de Subsecretaría, de la que dependen los siguientes órganos directivos:
  - La Dirección General de Cooperación Autonómica y Local.
  - La Dirección General de Régimen Jurídico Autonómico y Local.
  - La Dirección General de la Administración General del Estado en el Territorio.
  - La Subdirección General de Relaciones Europeas e Internacionales.

Como órgano de apoyo y asistencia inmediata al titular de la Secretaría de Estado existe un Gabinete, con nivel orgánico de subdirección general.

### Oficina de la Conferencia de Presidentes
A través de la Secretaría de Estado de Política Territorial, se adscribe al Ministerio de Política Territorial y Memoria Democrática, la Oficina de la Conferencia de Presidentes, cuyo titular —titulado como secretario general— es nombrado por el ministro de entre las personas titulares de los órganos superiores y directivos del Departamento.
La Oficina de la Conferencia de Presidentes tiene como misión prestar apoyo técnico y administrativo a la acción de la Conferencia, el Comité preparatorio y las Comisiones y grupos de trabajo que se constituyan. Asimismo, ejerce labores de secretaría administrativa y cualesquiera otras que se le encomienden por acuerdo de la Conferencia de Presidentes y sus órganos.
El secretario general de la Oficina puede participar en las reuniones de todos los órganos de la Conferencia de Presidentes con voz pero sin voto y es el responsable de elaborar las actas de las sesiones.

## Presupuesto
La Secretaría de Estado de Política Territorial tiene un presupuesto asignado de 356 063 220 € para el año 2023. De acuerdo con los Presupuestos Generales del Estado para 2023, la SEPT participa en tres programas:
| N.º Programa                                 | Programa                                                                         | Dotación      | Ref.   |
| -------------------------------------------- | -------------------------------------------------------------------------------- | ------------- | ------ |
| 921P                                         | Administración General del Estado en el Territorio                               | 285 864 800 € | [ 10 ] |
| 922M                                         | Organización territorial del Estado y desarrollo de sus sistemas de colaboración | 11 759 090 €  | [ 11 ] |
| 942A                                         | Cooperación económica local del Estado                                           | 58 439 330 €  | [ 12 ] |
| Total presupuesto de la Secretaría de Estado | Total presupuesto de la Secretaría de Estado                                     | 356 063 220 € |        |

## Titulares
- José Francisco Peña Díez (28 de febrero de 1987-11 de mayo de 1996)[13]
- Jorge Fernández Díaz (11 de mayo de 1996-23 de enero de 1999)[14]
- Francisco Camps Ortiz (23 de enero de 1999-1 de abril de 2000)[15]
- Gabriel Elorriaga Pisarik (6 de mayo de 2000-20 de abril de 2004)[16]
- José Luis Méndez Romeu (20 de abril de 2004-14 de mayo de 2005)[17]
- Ana Isabel Leiva Díaz (14 de mayo de 2005-14 de julio de 2007)[18]
- Fernando Puig de la Bellacasa (14 de julio de 2007-25 de abril de 2009)[19]
- Gaspar Zarrías (25 de abril de 2009-24 de diciembre de 2011)[20]
- Roberto Bermúdez de Castro Mur (19 de noviembre de 2016-19 de junio de 2018)[21]
- Ignacio Sánchez Amor (23 de junio de 2018-29 de junio de 2019)[22][23]
- Miryam Álvarez Páez. En funciones desde el 29 de junio de 2019 hasta el 30 de enero de 2020 como secretaria general de Coordinación Territorial.
- Francisco Hernández Spínola (30 de enero de 2020-3 de febrero de 2021)[24][25]
- Miryam Álvarez Páez. En funciones desde el 3 de febrero de 2021 hasta el 24 de febrero de 2021 como secretaria general de Coordinación Territorial.
- Víctor Francos Díaz (24 de febrero de 2021-21 de julio de 2021)[26]
- Miryam Álvarez Páez. En funciones desde el 21 de julio de 2021 hasta el 1 de septiembre de 2021 como secretaria general de Coordinación Territorial.
- Alfredo González Gómez (1 de septiembre de 2021-6 de diciembre de 2023)[27]
- Arcadi España García (6 de diciembre de 2023-)[28]